# 途中駅
『途中駅』（とちゅうえき）は、1977年2月10日に発売された五木ひろしのシングル。

## 収録曲
1. 途中駅
作詞：麻生香太郎 / 作曲：西島三重子 / 編曲：船山基紀
2. 横浜・ララバイ
作詞：山口洋子 / 作曲：三木たかし / 編曲：馬飼野俊一